# 1972年夏季残疾人奥林匹克运动会乌干达代表团
1972年夏季残疾人奥林匹克运动会乌干达代表团是乌干达派出的1972年夏季残疾人奥林匹克运动会代表团。未获得奖牌。